# Maud Sauer
Maud Sauer (* 31. Oktober 1952 in Amsterdam) ist eine niederländische Improvisationsmusikerin (Oboe, Coble) und Komponistin.

## Leben und Wirken
Sauer, die als Kind zunächst Blockflöte lernte, studierte in den 1970er Jahren Oboe am Koninklijk Conservatorium Den Haag. Als Solistin trat sie in den Gruppen von Maarten Altena und Guus Janssen hervor; sie gründete ihr eigenes Quintett und nahm an den ersten Canaille-Festivals in Zürich und Frankfurt am Main teil. Als Komponistin schrieb sie Filmmusiken für Frank Diamond und die Gruppen De Ereprijs und Clazz Ensemble. Die letztgenannte Gruppe führte ihr Werk Donkerblauw in Rokby auch auf dem North Sea Jazz Festival auf. Als Musikerin spielt sie in den Gruppen Retour Warffum und Cobla La Principal d’Amsterdam  (seit 1988), für die sie auch komponierte (El Drac de l’Estany). Daneben ist sie im Beirat mehrerer Stiftungen aktiv und hat den Amsterdamer Kunstrat beraten.

## Diskographische Hinweise
- Cobla La Principal d’Amsterdam Live in Catalunya (2009, Etcetera)
- Ergens/Ooit (2002; EA)
- HumanNoise Congress (1992)
- Various Artists: Canaille 91 (1991)
- Canaille: Canaille Festival Zurich (1986; Intakt Records)
- Guus Janssen Septet Tomaat (1983; Claxon 84.14)
- Maarten Altena Octet: Tel (1982; Claxon 83.12)